# La Queue-les-Yvelines
La Queue-lez-Yvelines è un comune francese di 2 165 abitanti situato nel dipartimento degli Yvelines nella regione dell'Île-de-France.

## Società

### Evoluzione demografica
Abitanti censiti

## Galleria d'immagini

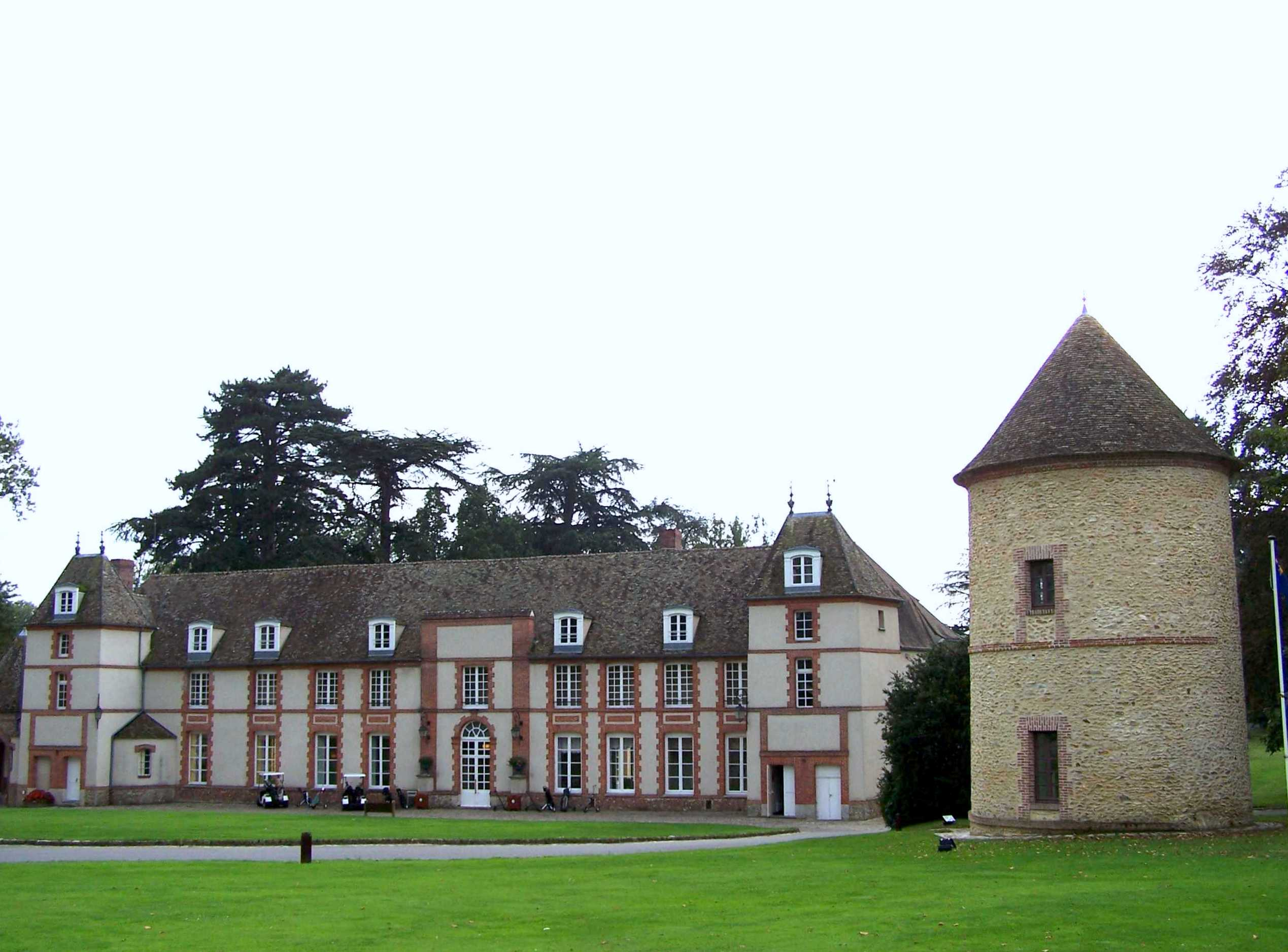
Castello della Couharde (Château de la Couharde) - XIX secolo
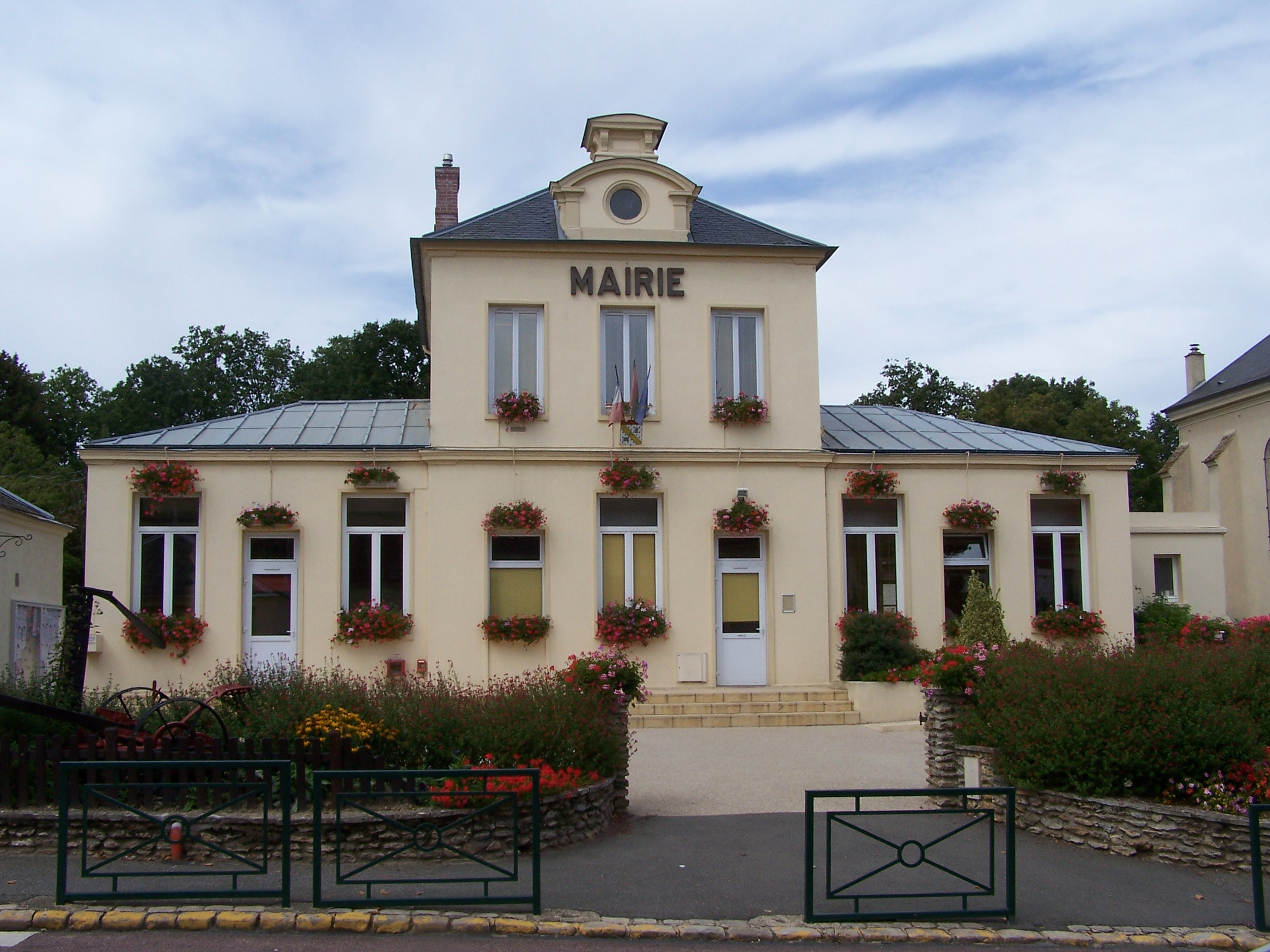
Municipio
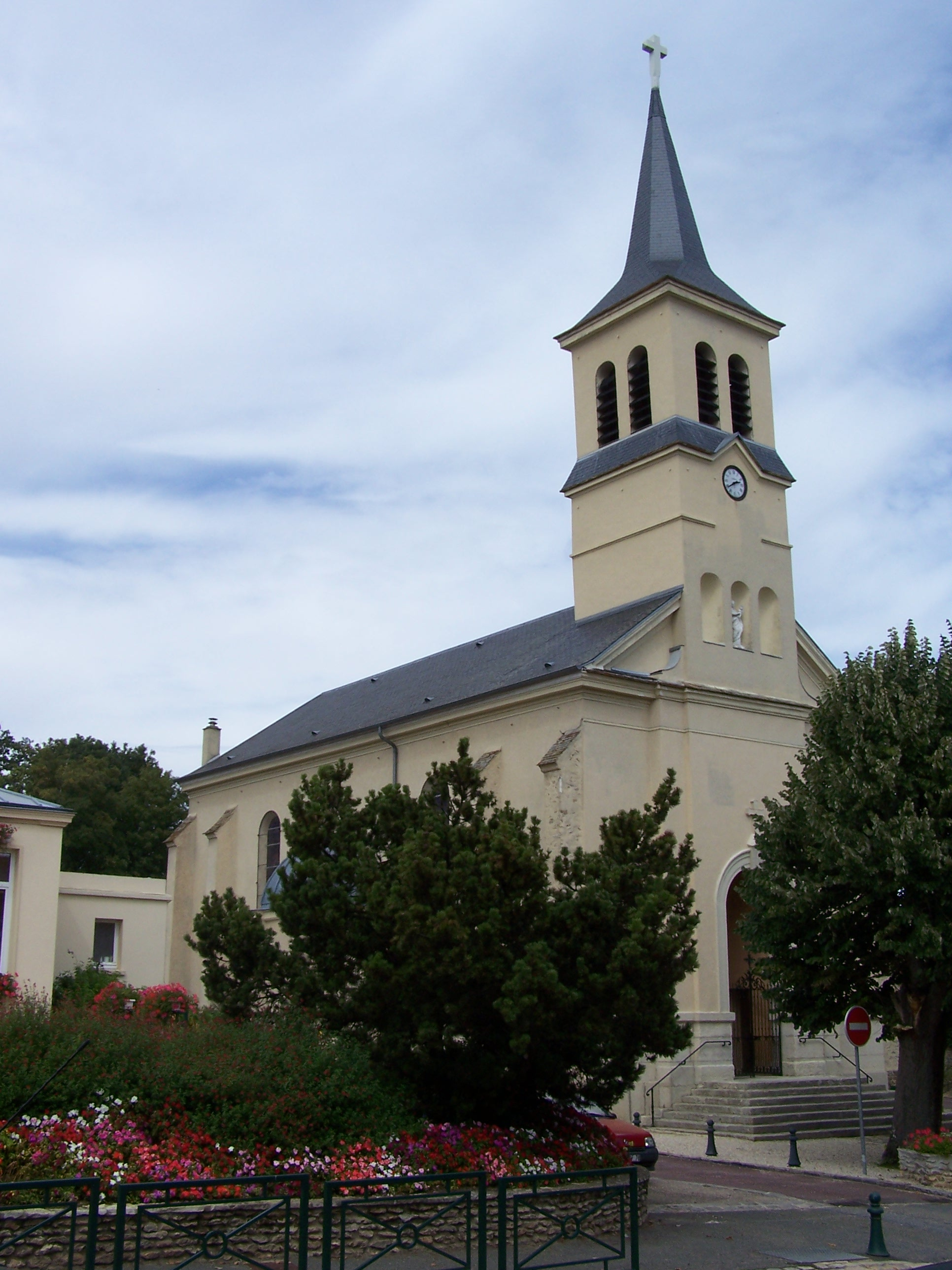
Chiesa Saint-Nicolas
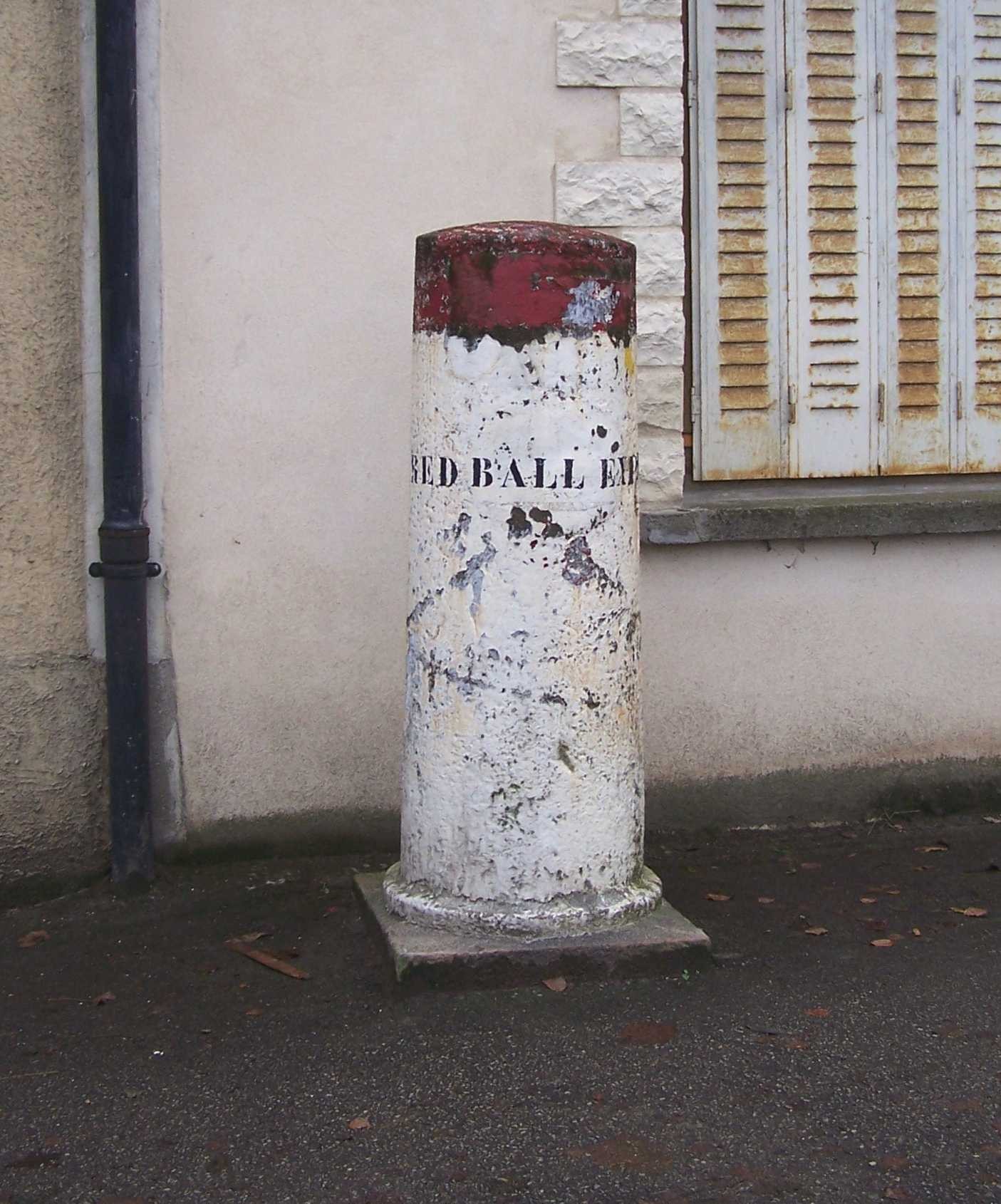
Pietra commemorativo dei convogli Red Ball Express